# Ленапе (кромпир)
Ленапе (B5141-6) сорта је кромпирa који је настао 1967. године и добио је име у част индијанског племена Ленапе. Узгојио га је Вилфорд Милс са Универзитета у Пенсилванији у сарадњи са Wise Potato Chip компанијом. Ленапе кромпир је добијен укрштањем сорте Delta Gold са сортом дивљег Перуанског кромпира (Solanum chacoense), познатог по својој отпорности на инсекте. Он је био изабран такође због своје високе специфичне тежине (проценат суве материје) и због ниског садржаја шећера, који га је чинио идеалним за производњу чипса, али он је такође био имун на вирус кромпира А и отпоран на уобичајне сојеве Phytophthora infestans.